# Planchonella yunnanensis
Planchonella yunnanensis är en tvåhjärtbladig växtart som beskrevs av Cheng Yih Wu. Planchonella yunnanensis ingår i släktet Planchonella och familjen Sapotaceae. Inga underarter finns listade i Catalogue of Life.